# Het oor
Het oor (Tsjechisch: Ucho) is een Tsjecho-Slowaakse dramafilm onder regie van Karel Kachyňa. De film werd afgewerkt in 1970, maar hij werd pas uitgebracht in 1990 na de val van het communisme.

## Verhaal
Een regeringsfunctionaris ontdekt dat de regering afluisterapparatuur heeft geplaatst in zijn woning. Als de elektriciteit uitvalt, ziet hij buiten een groep verdachte mannen staan. Zijn vrouw en hij beleven een beangstigende nacht.
Gedurende een tijd van politieke zuiveringen komen Ludvik, een hooggeplaatste ambtenaar, en zijn alcoholistische vrouw Anna thuis nadat ze een partijdiner hebben bijgewoond en ontdekken dat er is ingebroken. Doordat ze hun reservesleutels missen en de telefoon niet meer werkt, komen ze tot de conclusie dat ze onder surveillance staan van hun eigen regering. Gedurende de nacht komen hun eigen zwakheden en die binnen hun huwelijk steeds meer naar voren.
Karel Kachyňa is een wat minder bekende regisseur die behoorde tot de Tsjechoslowaakse New Wave, een generatie liberale regisseurs in de jaren 60, waar ook Miloš Forman en Jiří Menzel toe worden gerekend. Niet verwonderlijk werd Ucho in 1970 door de Tsjechoslowaakse overheid al voor de première verboden en de ‘kluis’film werd pas uitgebracht in 1990 na de val van het communisme. Kachyňa mocht zich tot die tijd nog slechts uitleven met minder controversiële thema’s (lees: sprookjes en familiefilms), welke echter kwalitatief hoogstaand zijn en die ook in het Westen regelmatig werden vertoond.
Ucho is een in zwart-wit gefilmde Kafkaëske film over de psychologische terreur binnen het communistisch regime, waarin functionarissen nooit zeker waren van hun positie, noch van hun leven. Big Brother had overal oren, hoorde alles en kon altijd toeslaan.

## Rolverdeling
| Acteur              | Personage |
| ------------------- | --------- |
| Radoslav Brzobohatý | Ludvík    |
| Jirina Bohdalová    | Anna      |